# Emil Lindh

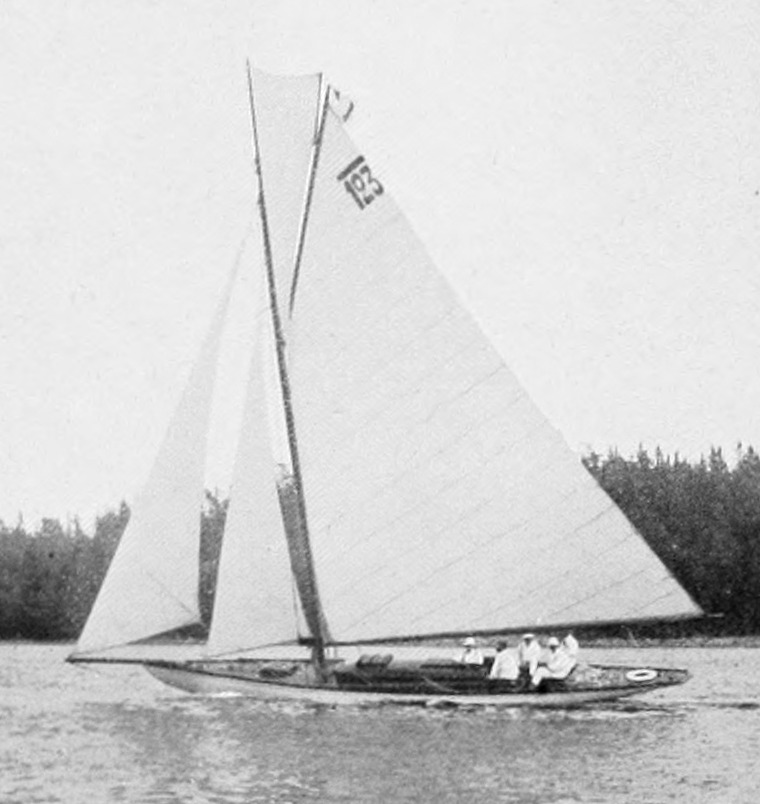
Lucky Girl

Emil Alexander Lindh (ur. 15 kwietnia 1867 w Helsinkach, zm. 3 września 1937 tamże) – fiński żeglarz i aktor, olimpijczyk, zdobywca brązowego medalu w regatach na Letnich Igrzyskach Olimpijskich w 1912 roku w Sztokholmie.
Na Letnich Igrzyskach Olimpijskich 1912 zdobył brąz w żeglarskiej klasie 8 metrów. Załogę jachtu Lucky Girl tworzyli również Gunnar Tallberg, Arthur Ahnger, Bertil Tallberg i Georg Westling.
Aktor filmowy i teatralny, zagrał w ośmiu filmach.
Ojciec Tora-Kristiana Lindha, również żeglarza-olimpijczyka.